# The Butcher’s Ballroom
The Butcher’s Ballroom (с англ. «Бальный зал мясника») — дебютный студийный альбом шведской авангард-метал-группы Diablo Swing Orchestra, выпущенный 17 августа 2006 года лейблом Guillotine Grooves.
The Butcher’s Ballroom содержит тринадцать разделённых на два акта композиций, в числе которых четыре песни, выпущенных в 2003 году в мини-альбоме Borderline Hymns: «Porcelain Judas», «D’Angelo», «Velvet Embracer», «Pink Noise Waltz». В рамках конкурса, проведённого в 2006 году онлайн-изданием Metal Storm, The Butcher’s Ballroom победил в номинации «Наибольший сюрприз».

## Список композиций
Автор слов и музыки большинства композиций — Даниель Хоканссон. Исключения указаны явно.
| №  | Название                                      | Длительность |
| -- | --------------------------------------------- | ------------ |
| 1. | «Balrog Boogie»                               | 3:53         |
| 2. | «Heroines»                                    | 5:22         |
| 3. | «Poetic Pitbull Revolutions»                  | 4:51         |
| 4. | «Rag Doll Physics»                            | 3:53         |
| 5. | «D’Angelo»                                    | 1:54         |
| 6. | «Velvet Embracer» (Музыка — Понтус Мантефорс) | 4:05         |

| №                   | Название                                         | Длительность |
| ------------------- | ------------------------------------------------ | ------------ |
| 7.                  | «Gunpowder Chant»                                | 1:50         |
| 8.                  | «Infralove»                                      | 4:54         |
| 9.                  | «Wedding March for a Bullet»                     | 3:13         |
| 10.                 | «Qualms of Conscience» (Музыка — П. Г. Юлиуссон) | 1:16         |
| 11.                 | «Zodiac Virtues» (Слова — Андерс Юханссон)       | 4:47         |
| 12.                 | «Porcelain Judas» (Музыка — Понтус Мантефорс)    | 4:09         |
| 13.                 | «Pink Noise Waltz»                               | 6:06         |
| Общая длительность: | Общая длительность:                              | 50:13        |

## Участники записи
| Diablo Swing Orchestra - Аннлуисе Лёгдлунд (швед. Annlouice Lögdlund) — вокал - Даниель Хоканссон (швед. Daniel Håkansson) — гитара, сетар, вокал - Понтус Мантефорс (швед. Pontus Mantefors) — гитара, перкуссия, синтезатор, диджериду, звуковые эффекты - Андерс Юханссон (швед. Anders Johansson) — бас - Андреас Хальвардссон (швед. Andreas Halvardsson) — ударные - Йоханнес Бергион (швед. Johannes Bergion) — виолончель | |
| Приглашённые музыканты - Эммю Линдстрём (швед. Emmy Lindström) — скрипка - Кристин Олссон (швед. Kristin Olsson) — флейта - П. Г. Юлиуссон (швед. P.G. Juliusson) — фортепиано - Давид Вертен (швед. David Werthen) — контрабас - Тобиас Виклунд (швед. Tobias Wiklund) — труба | Технический персонал и оформление - Пелле Сетер (швед. Pelle Saether) — продюсирование, сведение, звукоинженер - Даниель Хоканссон — звукоинженер - Понтус Мантефорс — звукоинженер - Петер Бергтинг (швед. Peter Bergting) — иллюстрации |